# Karl Jasper
Karl Clemens Gisbert Jasper (* 4. März 1889 in Arnsberg; † nach 1933) war ein deutscher Sportfunktionär.

## Leben und Wirken
Jasper war bei der Marine bis zum Kapitänleutnant aufgestiegen und als solcher außer Dienst gestellt worden. Er gab Die Yacht. Amtliches Blatt des Deutschen Seglerverbandes, sowie des Deutschen Motoryachtverbandes heraus. Seit 1922 war er Mitglied des Vereins Seglerhaus am Wannsee.
Er trat zum 1. Februar 1931 der NSDAP (Mitgliedsnummer 452.207) und 1932 der SA bei. Nach der „Machtergreifung“ der Nationalsozialisten wurde er am 22. Juni 1933 für den Deutschen Wassersportverband, der erst danach am 3. September 1933 gegründet wurde, vom Reichssportkommissar Hans von Tschammer und Osten zum Mitglied des Reichsführerrings des deutschen Sports ernannt. Er lebte in Berlin.

## Schriften (Auswahl)
- Hans H. O. Böhme: Renn- und Stufenboote. Mit einem Beitrag über Rennbootfahrten von Karl Jasper. Berlin 1929.